# Tevya
Tevya ist ein jiddischer Spielfilm aus den USA von 1939. Die Handlung ist inspiriert von Erzählungen von Scholem Alejchem und dessen Figur Tewje der Milchmann und thematisiert den Antisemitismus. 1991 war er der erste nicht-englischsprachige Film, der vom National Film Registry der USA zur Erhaltung ausgewählt wurde.
Maurice Schwartz, der Regisseur und Drehbuchautor stammte aus dem jüdischen Osteuropa und war in die USA emigriert. Die Schauspieler kamen aus seinem Yiddish Art Theatre in New York. Schwartz selbst spielte die Hauptrolle. Der Film entstand in New York zu Beginn des Zweiten Weltkriegs.

## Handlung
Die Handlung nimmt Stränge aus Aleichems Geschichten Chava und Lekh-Lekho auf und versieht diese mit einem eindeutigen Schluss: Als die Juden aus ihrem Schtetl vertrieben werden, verlässt Chava, die zuvor zum Christentum konvertiert war, um zu heiraten, ihren Mann und kehrt zu ihrer Familie und zum Judentum zurück.

## Kritik
In der zeitgenössischen Rezeption zeigt sich eine große Ambivalenz. So begrüßte L. Fogelman im Forverts Tevya als „einen der besten jiddischen Filme, die bisher gemacht wurden“, bemerkte aber zugleich, dass „nur ein Schatten von Sholom Aleichem in den wenigen äußeren Merkmalen von Tevye geblieben ist“. Diese Position wurde in der Zeitung Morgen Freiheit ausgearbeitet: „Schwartz selbst ist im Film noch besser als auf der Bühne,“ schrieb dort der Kritiker Nathaniel Buchwald. Solange es nur um das Schaffen von Schwartz ginge, sollte Tevye seiner Ansicht nach „als der beste jiddische Film aller Zeiten angesehen werden“. Bedauerlicherweise stimme jedoch der Film „keineswegs mit dem Geist und der Essenz der Schriften von Sholem Aleichem überein.“ Nach Buchwald Ansicht enthalte der Film Szenen, die „die Würde eines jiddischen Films und jüdischer Künstler“ beleidigten. „Wir sollten die Kunst der Verleumdung ganzer Völker den Nazis überlassen.“ Buchwald kam abschließend zu dem Urteil, es sei „ein kraftvoller Film, der in Spannung hält und zu Tränen rührt“. Doch auch wenn es ein Film sei, „in dem die Titelrolle mit tiefem Verständnis gespielt“ werde, handele es sich nicht um den bekannten Tevye, den Milchmann, sondern um „etwas anderes und etwas Schlimmeres.“
Der Filmkritiker J. Hoberman bemerkte hingegen, dass der Tevje-Stoff im Laufe der Jahre sehr unterschiedlich gestaltet wurde und sich dabei verschiedenen Ideologien in den Dienst stellte, so bei Menachem Golan einer zionistischen und in der Verfilmung von Fiddler on the Roof einer proamerikanischen. Tevya hingegen biete „das Porträt eines folksmentsh - ein gewöhnlicher Mensch - lahmer als der Charakter von Mendele in Schwartz' frühem Film Di Klyastshe, aber auch beruhigender“.